# Джош Пенс
Джош Пенс (англ. Josh Pence; нар. 8 червня 1982, Санта-Моніка, Каліфорнія, США) — американський актор, який відомий ролями у фільмах «Темний лицар повертається», «Соціальна мережа», «Ла-Ла Ленд».

## Біографія
Джош Пенс народився в Санта-Моніці, США в родині ріелтора Чарлза Пенса та вчительки молодших класів Лінди Пенс. Батько зростав у Сіетлі, а мама народилася та виросла на фермі на півночі штату Мейн. Джош і його молодший брат Джейсон проводили літо на цій фермі.
У 2000 Пенс закінчив середню школу в Санта-Моніці, навчання продовжив у Дартмутському коледжі, у якому був членом «Псі Іпсилон» — студентського об'єднання в Північній Америці. Після випуску в 2004 Джош переїхав до Нью-Йорка, де вивчав акторську майстерність під керівництвом видатної викладачки Шейли Грей. У 2007 він переїхав до Лос-Анджелеса.

## Кар'єра
У 2006 Джош зіграв невелику роль у шпигунському фільмі Роберта де Ніро «Хибна спокуса». Після ролей на телебаченні актор зіграв у біографічній драмі «Соціальна мережа». У фільмі він знімався разом з Армі Гаммером і втілив Тайлера Вінклвосса, надалі обличчя Пейса було замінено обличчям Гаммера, крім того у деяких сценах Джош виконав роль Камерона Вінклвосса.
У 2011 Джош приєднався до акторського складу фільму Крістофера Нолана «Темний лицар повертається» та підліткової чорної комедії «Кумедний розмір». У фантастичній стрічці «Морський бій» Пенс знімався разом з Ліамом Нісоном.
У 2013 вийшов у прокат детективний фільм «Мисливці на гангстерів», у ньому Джош виконав роль Деріла Гейтса. Того ж року отримав роль у спортивній драмі «День драфту». У 2016 актор з'явився в серіалах «Американська історія жаху», «Людина у високому замку» та фільмах «Солодке життя», «Ла-Ла Ленд».

## Фільмографія

### Фільми
| Рік  |    | Українська назва          | Оригінальна назва     | Роль                        |
| ---- | -- | ------------------------- | --------------------- | --------------------------- |
| 2006 | ф  | Хибна спокуса             | The Good Shepherd     | член студентської спільноти |
| 2009 | кф | Бажання                   | Wish                  | Томас                       |
| 2009 | ф  |                           | The Things We Carry   | Ленс                        |
| 2011 | ф  | Соціальна мережа          | The Social Network    | Тайлер Вінклевосс           |
| 2012 | ф  | Морський бій              | Battleship            | Мур                         |
| 2012 | ф  | Тихий крадій              | The Silent Thief      | Алекс Ніксон                |
| 2012 | ф  | Темний лицар повертається | The Dark Knight Rises | молодий Рас аль Гул         |
| 2012 | ф  | Курдупель                 | Fun Size              | Ківін                       |
| 2013 | ф  | Мисливці на гангстерів    | Gangster Squad        | Деріл Гейтс                 |
| 2013 | ф  | Замість квітів            | In Lieu of Flowers    | Ерік                        |
| 2013 | кф | Тут і зараз               | Here and Now          | чоловік                     |
| 2014 | ф  | Шматочки                  | The Pieces            | Еван                        |
| 2014 | ф  | День драфту               | Draft Day             | Бо Каллаган                 |
| 2014 | кф | Спрага                    | Thirst                | Біллі                       |
| 2014 | ф  | Алжирець                  | The Algerian          | Патрік                      |
| 2015 | тф |                           | White City            | Томмі Пірсон                |
| 2015 | тф | Справа честі              | Point of Honor        | Бірн Мерфі                  |
| 2015 | кф |                           | Winter Light          | Майкл                       |
| 2015 | ф  | Віктор                    | Victor                | Джиммі                      |
| 2016 | ф  | Солодке життя             | The Sweet Life        | Стів                        |
| 2016 | ф  | Ла-Ла Ленд                | La La Land            | Джош                        |

### Телебачення
| Рік       |    | Українська назва                  | Оригінальна назва            | Роль                                |
| --------- | -- | --------------------------------- | ---------------------------- | ----------------------------------- |
| 2007      | тф | Солодкі 16: Фільм                 | Super Sweet 16: The Movie    | Майк                                |
| 2008      | с  | Місце злочину: Нью-Йорк           | CSI: NY                      | бармен (Епізод: "DOA for a Day")    |
| 2008      | с  | Місце злочину: Маямі              | CSI: Miami                   | Воткінс (Епізод: "Wrecking Crew")   |
| 2010      | с  | Ворота                            | The Gates                    | Генрі (Епізод: "Digging the Dirt")  |
| 2011      | с  | Парки та зони відпочинку          | Parks and Recreation         | ковбой (Епізод: "Soulmates")        |
| 2015      | с  | Помста                            | Revenge                      | Тоні Хьюз (4 епізоди)               |
| 2016      | с  | Американська історія жаху: Готель | American Horror Story: Hotel | Нік Гарлі (Епізод: "Battle Royale") |
| 2016—2018 | с  | Людина у високому замку           | The Man in the High Castle   | Ганс (4 епізоди)                    |
| 2019—2023 | с  | Приємні клопоти                   | Good Trouble                 | Денніс Купер (69 епізодів)          |
| 2019      | с  |                                   | Jett                         | Рей (Епізод: "Bennie")              |